# ロストフ原子力発電所
ロストフ原子力発電所(ロシア語: Ростовская АЭС)はロシアの原子力発電所。ヴォルゴドンスク原子力発電所(ロシア語: Волгодонская АЭС)としても知られる。ドン川の下流でロストフ州ヴォルゴドンスク近郊のチムリャンスク湖の左岸に存在する。
1号機は1977年に建設が始まり2001年に運用が開始された。2号機は1983年に建設が始まり2009年に完成した。2009年に3号機の工事が再開され、4号機も予定された。3号機の完成は2013年の予定であったが、若干遅れて2014年に完成し2015年から商業運転に入った。3号機と4号機はVVER-1000/320の改良型である。2018年9月28日には4号機も商業運転に入った。

## 原子炉
合計4基の原子炉が計画され、2018年10月現在で全基が商業運転中である。
| 原子炉           | 原子炉形式    | 正味発電量(MW) | 総発電量(MW) | 建設開始      | 臨界           | 送電網同期     | 商業運転       | 停止 |
| ---------------- | ------------- | -------------- | ------------ | ------------- | -------------- | -------------- | -------------- | ---- |
| 1号機 (Rostov 1) | VVER-1000/320 | 950            | 1000         | 1981年9月1日  | 2001年2月23日  | 2001年5月30日  | 2001年12月25日 | -    |
| 2号機 (Rostov 2) | VVER-1000/320 | 950            | 1000         | 1983年5月1日  | 2010年1月22日  | 2010年5月18日  | 2010年12月10日 | -    |
| 3号機 (Rostov 3) | VVER-1000/320 | 1011           | 1070         | 2009年9月15日 | 2014年12月7日  | 2014年12月27日 | 2015年9月17日  | -    |
| 4号機 (Rostov 4) | VVER-1000/320 | 1011           | 1070         | 2010年6月16日 | 2017年12月29日 | 2018年2月2日   | 2018年9月28日  | -    |

## 註
1. 1 2  Volgodonsk nuclear power plant;   31 October 2008 Archived 2012年5月27日, at Archive.is
2. ↑  RoNPP: the first team for construction of power-generating units #3 and 4 gathered for the session; 27 October 2009
3. ↑  Rostov NPP: Rostechnadzor issued a license for construction of units number 3 and 4 (Russian)
4. ↑  “Rostov unit 4 enters commercial operation”.  World Nuclear News (2018年10月1日). 2018年10月3日閲覧。